# 529 Preziosa
529 Preziosa este un asteroid din centura principală, descoperit pe 20 martie 1904, de Max Wolf.